# باشگاه ورزشی هوبنتات فورتونا
باشگاه ورزشی هوبنتوت فورتونا یک باشگاه فوتبال حرفه‌ای مستقر در کوراسائو است. این باشگاه در شهر سرو فورتونا در شمال ویلمستاد مستقر است و در دسته اول لیگ کوراسائو بازی می‌کند.

## افتخارات
- مسابقات قهرمانی آنتیل هلند
  - ۲۰۰۹
- لیگ کوراسائو
  - ۲۰۰۹، ۲۰۱۰، ۲۰۱۱